# Dendrocnide carriana
Dendrocnide carriana là loài thực vật có hoa trong họ Tầm ma. Loài này được Chew mô tả khoa học đầu tiên năm 1969.